# Segunda batalla del Isonzo
La segunda batalla del Isonzo se libró poco después de la conclusión de la primera, en julio de 1915, con el mismo objetivo que
esta: quebrar las líneas austrohúngaras a lo largo del río Isonzo, conquistar Gorizia y Trieste y permitir el avance italiano hacia Liubliana. 

## Plan italiano
Despreciando la reciedumbre de las defensas enemigas, el jefe del Estado Mayor italiano, general Luigi Cadorna, estaba convencido de que un decidido ataque podría desbaratarlas.   Así, dispuso que comenzase la segunda batalla del Isonzo el 18 de julio de 1915, once días después de haber concluido la primera sin que los italianos hubiesen podido franquear las líneas enemigas. Para ello, dispuso dieciocho divisiones y novecientos cañones. En este segundo intento de abrirse paso hacia Eslovenia, el 2.º Ejército pasó a tener un papel secundario y el protagonismo se otorgó al 3.º. Este debía apoderarse de Gorizia para lo que primero debía conquistar el norte de la meseta del Carso, la zona del monte San Michele. Conseguido esto, el 2.º Ejército avanzaría a su vez hacia la ciudad.
El 3.er Ejército del duque de Aosta recibió para ello refuerzos en hombres y material. Tres de sus divisiones (las del XI Cuerpo de Ejército) debían dirigirse hacia el monte San Michele. Más al sur, el VII Cuerpo debía conquistar ciertas posiciones en el sur de la meseta del Carso. Entre los dos cuerpos se situaría un tercero, el X. Además de estas unidades, el duque contaba con una reserva compuesta por dos divisiones de infantería y tres de caballería.
Por su parte, el 2.º Ejército del general Pietro Frugoni debía atacar las defensas de Gorizia (con el VI Cuerpo de Ejército), Plava (II Cuerpo) y el alto Isonzo (IV Cuerpo).
La operación comenzaría, como lo había hecho la anterior, con un intenso bombardeo de las posiciones enemigas.

## Preparativos austrohúngaros
Pese al cansancio de la tropa por los recientes combates, los soldados austrohúngaros tuvieron que dedicar el corto respiro a reforzar sus posiciones ante la evidente e inminente acometida del enemigo. En el Carso, trataron sin conseguirlo del todo de preparar cavernas que resistiesen el previsible bombardeo italiano, que había sido la causa de la mayoría de las bajas austrohúngaras durante la batalla anterior. La dificultad de perforar la caliza que forma la meseta complicaba la labor, a la que se tuvo que añadir las labores de los ingenieros para asegurar el suministro de agua, madera y alimentos en una zona que carecía fundamentalmente de ellos. Los ingenieros hubieron también de mejorar las carreteras de acceso a la meseta, tanto para facilitar el abastecimiento y la llegada de refuerzos como para agilizar la evacuación de los heridos.
La estrategia del mando era de defensa estática, dada la falta de líneas defensivas en la retaguardia y de reservas para abordar operaciones que no fuesen una defensa a ultranza de la línea. Esta defensa debía desgastar a las unidades enemigas e impedir la ruptura del frente. Para ello, el 5.º Ejército contaba con nueve divisiones con ciento tres mil soldados y cuatrocientos treinta y un cañones, aproximadamente la mitad de los efectivos enemigos. Este número era superior al de la primera batalla gracias fundamentalmente a la llegada al sector del VII Cuerpo de Ejército, una unidad húngara que había acudido desde los Cárpatos casi al final de la primera batalla del Isonzo. Estaba compuesto por dos divisiones veteranas del frente oriental, la 17.ª y la 20.ª de la Honvéd. Este cuerpo asumió a defensa del Caro y dejó la de Gorizia y la meseta de Bainsizza al XVI Cuerpo de Ejército.

## La batalla

### Sector sur: el Carso en disputa

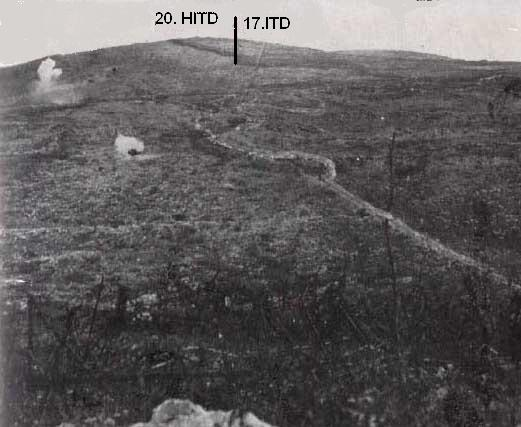
Bombardeo de la ladera occidental del monte San Michele, uno de los puntos más disputados de la batalla, que finalmente conservaron los austrohúngaros

La lid comenzó la madrugada del 18 de julio con un intenso bombardeo italiano en el Carso que destrozó parte de las defensas enemigas y causó copiosas bajas. El castigo de las posiciones austrohúngaras fue más duro que en la batalla anterior y más preciso. A últimas horas de la mañana cesó el bombardeo y empezó el avance de la infantería italiana. Pese a los estragos del bombardeo, las posiciones austrohúngaras que no habían sido destruidas diezmaron a las masas de infantes enemigos que, como en la batalla anterior, fueron al asalto de las posiciones enemigas en masas compactas, muy vulnerables a las ametralladoras. Los avances italianos durante el día 18 fueron escasos, pero aumentaron al día siguiente, en especial merced a los efectos de la artillería. Los austrohúngaros mantuvieron la mayoría de sus posiciones, pero a costa de muchas bajas, en especial en la 20.ª División, que se batía en los más reñido de la línea.
La mañana del día 20 parte de las divisiones 17.ª y 20.ª trataron de recuperar el terreno al oeste del monte San Michele, del que se habían apoderado los italianos. Las unidades sufrieron el intenso bombardeo que estos habían preparado para continuar con su ofensiva y sufrieron enormes pérdidas. tras el desbaratamiento del contraataque austrohúngaro, la infantería italiana emprendió el asalto previsto; después de encarnizados combates, consiguió apoderarse del monte San Michele por la tarde. El general responsable del frente, Svetozar Boroević von Bojna, ordenó a las agotadas fuerzas del sector que lo retomasen esa misma noche, puesto que carecía de reservas para llevar a cabo la operación. Durante la madrugada, los austrohúngaros recobraron el monte y empujaron al enemigo hacia el oeste, pese al uso de reservas que hicieron los italianos.

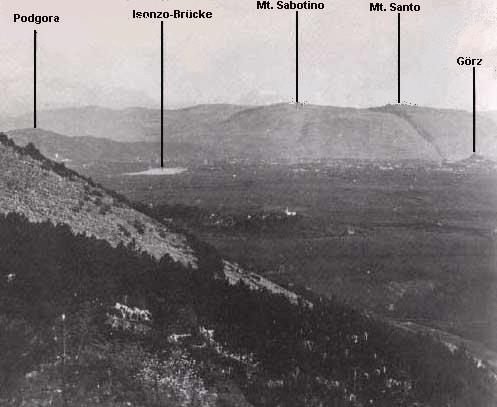
El frente del Isonzo en los alrededores de Gorizia visto desde las líneas italianas.

El agotamiento de los dos bandos hizo que los combates casi cesasen en el norte de la meseta la tarde del día 21. En la zona sur, el VII Cuerpo de Ejército italiano no logró avanzar. El 22 de julio el VII Cuerpo austrohúngaro trató de recobrar las últimas posiciones que habían conquistado los italianos en la meseta, pero el asalto fracasó. El 23 cesaron los combates en la zona del monte San Michele: los dos bandos estaban exhaustos. En la zona sur, el VII Cuerpo de Ejército italiano intentó avanzar nuevamente los días 23 y 24, pero sin conseguirlo. Los dos bandos sufrieron abundantes bajas en el estéril asalto. La noche del 24 el duque de Aosta ordenó poner fin a los ataques.
En el norte, las acometidas del 2.º Ejército italiano también fracasaron. Fundamentalmente, se repitió el patrón de la batalla anterior: las ametralladoras austrohúngaras detuvieron los asaltos de las unidades enemigas, a las que infligieron copiosas bajas. Solo en el norte los Alpini consiguieron expugnar un pico a los austrohúngaros, pero sin conseguir por ello abrir brecha en la línea enemiga.
Por insistencia de Cadorna, que creía al enemigo agotado, el duque de Aosta reanudó el embate al enemigo la mañana del 25 de julio, tras un bombardeo que destruyó parte de las defensas austrohúngaras. Tras nuevos reñidos combates cuerpo a cuerpo, por la noche los italianos se adueñaron otra vez del monte San Michele, que perdieron al mediodía del día 26 tras un contraataque austrohúngaro. En el sur de la meseta, los italianos sí lograron avanzar algo y conquistar uno de los puntos más altos de la zona. Un intento de contraataque austrohúngaro, impuesto por Boroević, fracasó el día 27.
A partir de ese día los combates menguaron, aunque no cesaron del todo. Se sucedieron los asaltos y contraataques de unidades menores, batallones y regimientos, que esencialmente solo resultaron en grandes bajas para los dos bandos. Finalmente Cadorna puso fin a la ofensiva el 7 de agosto. Los combates, ya meros golpes de mano de batallones o compañías, persistieron, sin embargo, durante todo el mes.

### Sector norte
En el norte, los combates principales se libraron en agosto, una vez terminados los del sector meridional del frente. El IV Cuerpo de Ejército italiano, con cuatro divisiones selectas, se enfrentaba a tres de montaña austrohúngaras. Estas, con menos efectivos y sin reservas, se sirvieron de la táctica ya habitual en este frente: desgastar al enemigo en sus acometidas y recuperar el terreno perdido mediante contraataques inmediatos.
En este zona la batalla comenzó con dos días de bombardeos italianos, del 12 al 14 de agosto. El objetivo de la infantería italiana era Santa Luzia, centro defensivo enemigo en el valle, situada junto al Isonzo. La 7.ª División italiana trató infructuosamente de apoderarse del pueblo durante cinco días de combates, pero no pudo superar las defensas de la 8.ª Brigada de Montaña enemiga, que lo defendía. Más al norte el resultado fue el mismo: los repetidos asaltos italianos no consiguieron abrir brecha en la línea austrohúngara en el sector de Tolmein y Flitsch. Las inútiles acometidas cesaron el último día de agosto.

## Resultado
Los austrohúngaros perdieron veinticinco mil soldados entre muertos y heridos en los primeros días de la batalla, pero impidieron que el enemigo progresase. En total, se calcula que cada bando debió de perder más de cincuenta mil hombres. El 5.º Ejército austrohúngaro quedó muy debilitado, pero mantuvo su estrategia de defensa estática. Los avances italianos en la meseta del Carso habían sido mínimos, así como los que consiguieron en la parte norte y más montañosa del frente.